# Songs For Saxophone
Songs For Saxophone er det femte studiealbum fra det dansk pop-rockorkester Moonjam. Det blev udgivet i 1992.

## Spor
1. "What Can I Do Now" - 4:23
2. "Salsa Olympia (Album Version)" - 3:56
3. "I'm Not In Love" - 5:37
4. "Beat-Less" - 3:21
5. "Save The Best For Last" - 3:10
6. "Power Flower" - 4:15
7. "Dance Floor" - 5:16
8. "Yellow Cab" - 3:54
9. "Jazz House" - 3:45
10. "Efter Festen" - 3:53
11. "Salsa Olympia (Single Version)" - 3:40